# A Dumbo hadművelet
A Dumbo hadművelet (eredeti cím: Operation Dumbo Drop) egy 1995-ös amerikai kalandfilm, amit Simon Wincer rendezett James Morris, Gene Quintano és Jim Kouf forgatókönyvéből. A történet részben a vietnámi háború alatt megtörtént, valós eseményeken alapul, a filmben két katonának és a köréjük verődött csapatnak kell egy elefántot a dzsungelen keresztül új otthonába szállítania. A szereplők közt megtalálható Danny Glover, Ray Liotta, Denis Leary, Doug E. Doug
és Corin Nemec.
A filmet az Amerikai Egyesült Államokban 1995. július 28-án mutatták be a mozikban, Magyarországon az InterCom adta ki VHS-en 1996. április 25-én.

## Cselekmény
A vietnámi háború alatt az amerikaiak egy kis falut, Dak Nhe-t használják hogy megfigyeljék a Ho Shi Minh-ösvényt, mely az észak-vietnámiak egyik ellátóútvonala. A faluban a leszerelés előtt álló Sam Cahill százados (Danny Glover) állomásozik, és T.C. Doyle százados (Ray Liotta) érkezik leváltására. Ez idő alatt a vietkongok egyik rajtaütése során megölik a falu szent elefántját. Hogy az amerikaiak megőrizzék a falu bizalmát, megígérik, hogy szereznek egy másikat a falu egy héten belül esedékes ünnepére. Az akcióra összeállítanak egy ötfős csapatot melyben rajtuk kívül az ügyeskedő ellátótiszt, David Poole (Denis Leary), a balszerencsés Lawrence Farley (Corin Nemec) és a nem sokkal leszerelés előtt álló Harvy Ashford (Doug E. Doug) szerepelnek.

## Szereplők
| Színész       | Szerep              | Magyar hang          |
| ------------- | ------------------- | -------------------- |
| Danny Glover  | Sam Cahill százados | Csikos Gábor         |
| Ray Liotta    | T.C. Doyle százados | Kőszegi Ákos         |
| Denis Leary   | David Poole hadnagy | Reisenbüchler Sándor |
| Doug E. Doug  | Harvey Ashford      | Lux Ádám             |
| Corin Nemec   | Lawrence Farley     | Gáspár András        |
| Dinh Thien Le | Linh                | Glósz Viktor         |
| Tchéky Karyo  | Goddard             | Áron László          |
| Hoang Ly      | Nguyen ezredes      |                      |
| Vo Trung Anh  | Quang hadnagy       |                      |
| Marshall Bell | Pederson ezredes    | Juhász Jácint        |
| James Hong    | Y B'ham             |                      |
| Long Nguyen   | Jhon                | Cs. Németh Lajos     |
| Tim Kelleher  | C-123 pilóta        | Győri Péter          |